# Oscar Chisini
Oscar Chisini (Bergamo, 14 marzo 1889 – Milano, 10 aprile 1967) è stato un matematico italiano.

## Biografia
Studiò all'Università di Bologna con Federigo Enriques e qui conseguì la laurea nel 1912. Durante la prima guerra mondiale si occupò di problemi di balistica. Collaborò a lungo con Enriques e con lui scrisse il classico trattato Lezioni sulla teoria geometrica delle equazioni e delle funzioni algebriche.
Conseguita la libera docenza nel 1918, ricoprì vari incarichi d'insegnamento nelle Università di Bologna e Modena. Nel 1923 vinse il concorso per la cattedra di Geometria dell'Università di Cagliari, passando poi nel 1925 a quella di Algebra e Geometria analitica. Insegnò dal 1925 al Politecnico di Milano.
Nel 1929 Chisini fondò l'Istituto di matematica dell'Università degli studi di Milano, assieme a Gian Antonio Maggi e Giulio Vivanti. Tenne la posizione di direttore dell'istituto dai primi anni trenta fino al 1959. Dal 1945 al 1950 fu preside della Facoltà di scienze dell'Università di Milano. Nel 1952 fece in modo che l'Istituto di Milano venisse dedicato alla memoria di Federigo Enriques. L'istituto di matematica ha mantenuto tale nome anche dopo essere divenuto il Dipartimento di matematica a partire dal 1982.
Fu membro dell'Accademia Nazionale dei Lincei e dell'Istituto Lombardo.

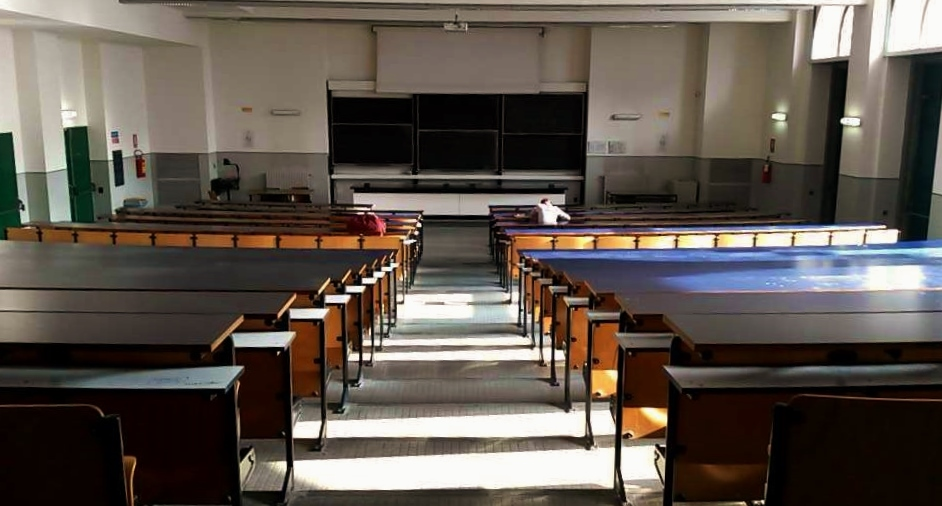
L'aula "Oscar Chisini" dedicata al professore si trova all'interno del Dipartimento di Matematica Federigo Enriques di Unimi a Milano

A lui si devono l'introduzione della Media Chisini nel 1929 e gli studi sulle trecce algebriche.
Chisini si impegnò anche nella didattica e nella divulgazione della matematica: scrisse vari manuali universitari (in particolare Lezioni di geometria analitica e proiettiva, di cui la prima edizione è del 1944) e testi per le scuole secondarie; fu uno dei principali contributori all'Enciclopedia Italiana; dal 1946 al 1967 fu direttore della rivista Il Periodico di matematiche, organo della Società Mathesis. Fu uno dei maggiori esponenti della scuola italiana di geometria algebrica.
Tra i suoi allievi vanno ricordati Bruno de Finetti, Carlo Felice Manara, Modesto Dedò, Ermanno Marchionna e Cesarina Tibiletti.